# Urban Exploration

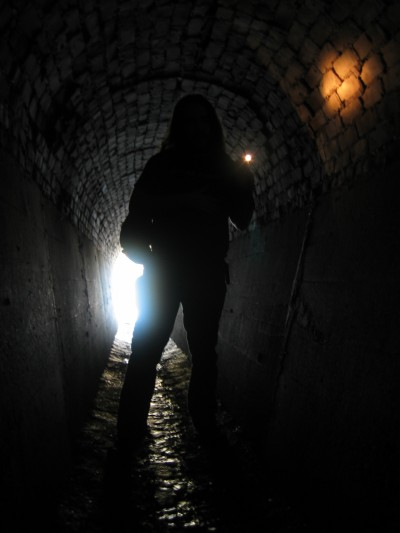
Urban Explorer vor einem Regenwassereinlauf in Saint Paul

Urban Exploration oder Urban Exploring (kurz: Urbex/Urbexing) oder Stadterkundung ist die private Erkundung von Einrichtungen des städtischen Raums und sogenannter Lost Places. Oftmals handelt es sich dabei um das Erkunden alter Industrieruinen, aber auch Kanalisationen, Katakomben, Dächern oder anderer Räumlichkeiten ungenutzter Einrichtungen. Der Begriff wird jedoch auch für die Erkundung frei zugänglicher Orte wie Parks verwendet. Die fotografische Dokumentation und künstlerische Verarbeitung solcher Urban Explorations begründete das noch junge Genre der Ruinen-Fotografie.

## Motivation

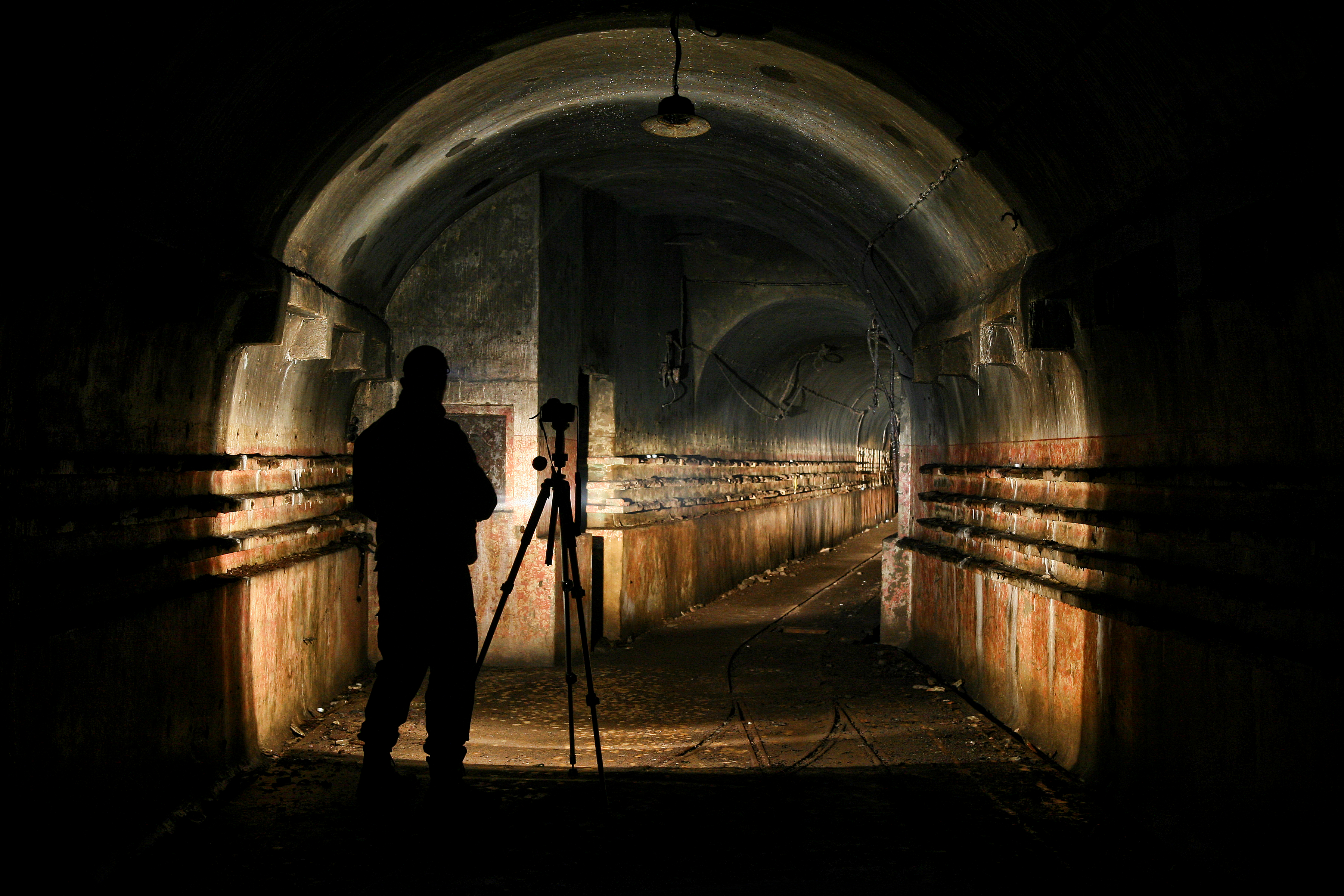
Fotoarbeiten eines Urban Explorers

Für die meisten Urban Explorer (auch kurz Urbexer) liegt die Motivation neben der Entdeckung und Dokumentation der Objekte in der Ästhetik und Romantik, die jene Orte mit sich bringen, sowie im Erlebnis einer authentisch-historischen Atmosphäre. Zudem werden die eintretende Verwilderung und der Verfall nach dem Verlassen ehemals genutzter Anlagen und strukturierter Betriebe sowie der Kontrast zu moderner städtebaulicher Investition und Ordnung als entspannende und befreiende Zivilisationsflucht beschrieben. In schon länger stillgelegten Betrieben zeigen sich oft zahlreiche Graffiti oder bizarre Bilder, zum Beispiel von aus den Wänden wachsenden Bäumen. Der Großteil der Urban Explorer hält diese Eindrücke auf Fotos fest, wobei zum Teil surreale Arbeiten entstehen. Mittlerweile wird die Ruinen-Fotografie als eigenes Genre der Fotografie angesehen. Neben der Fotografie und der Erkundung selbst gehen Urban Explorer, je nach persönlichem Interesse, auch historischen Recherchen nach, legen Online-Dokumentationen zu Anlagen an, die vom Verschwinden oder vom völligen Verfall bedroht sind, oder suchen die sportliche Herausforderung bei der Überwindung von Hindernissen und dem Eindringen in schwer zugängliche, aktive Anlagen.
Ein wesentliches Moment ist die Erforschung der letzten weißen Flecken, „die nicht als Spektakel entworfen wurden“, wie Guy Debord es ausdrückt.

## Objekte

### Gebäude

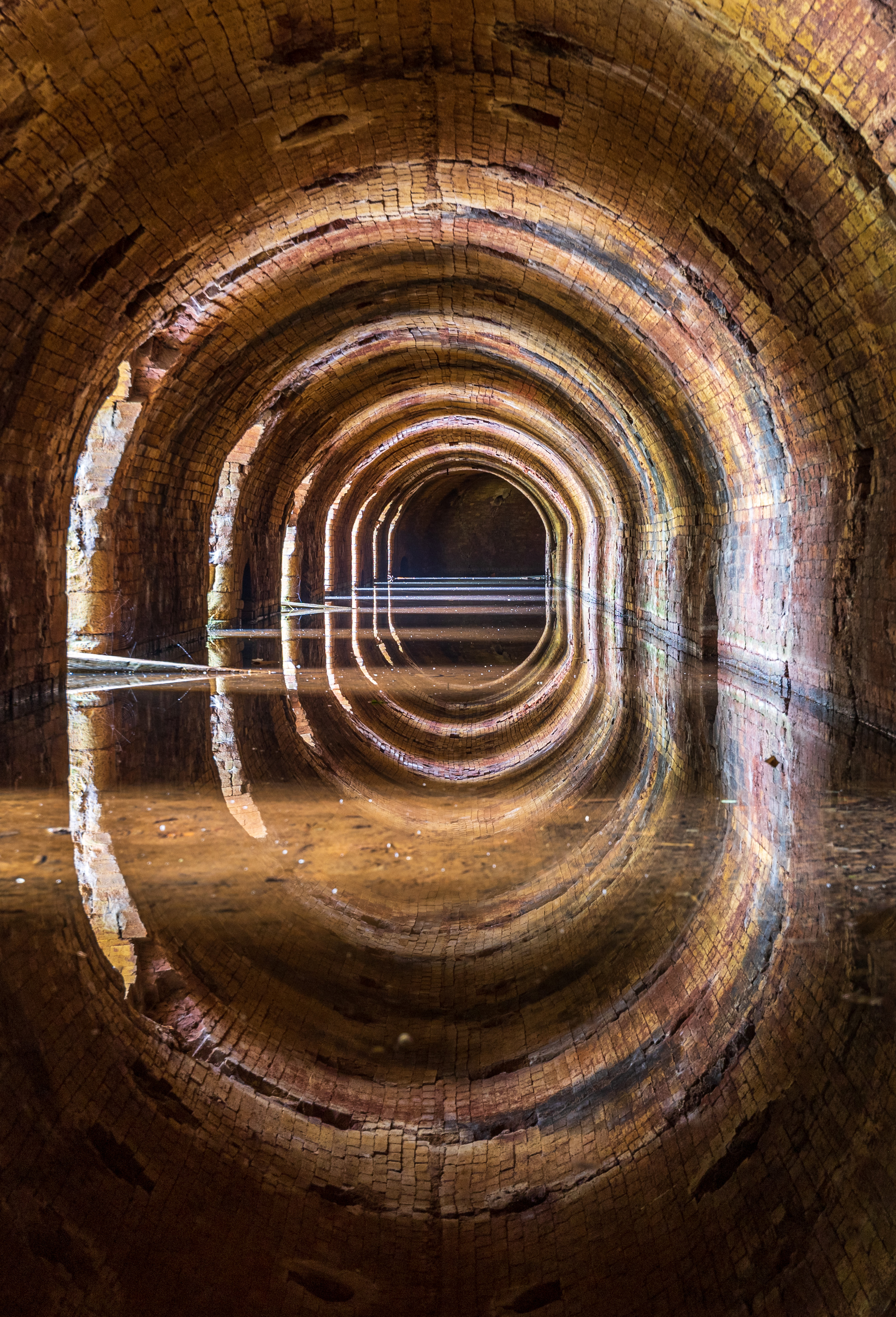
Verfallener Ringofen einer ehemaligen Ziegelei in Ostfriesland

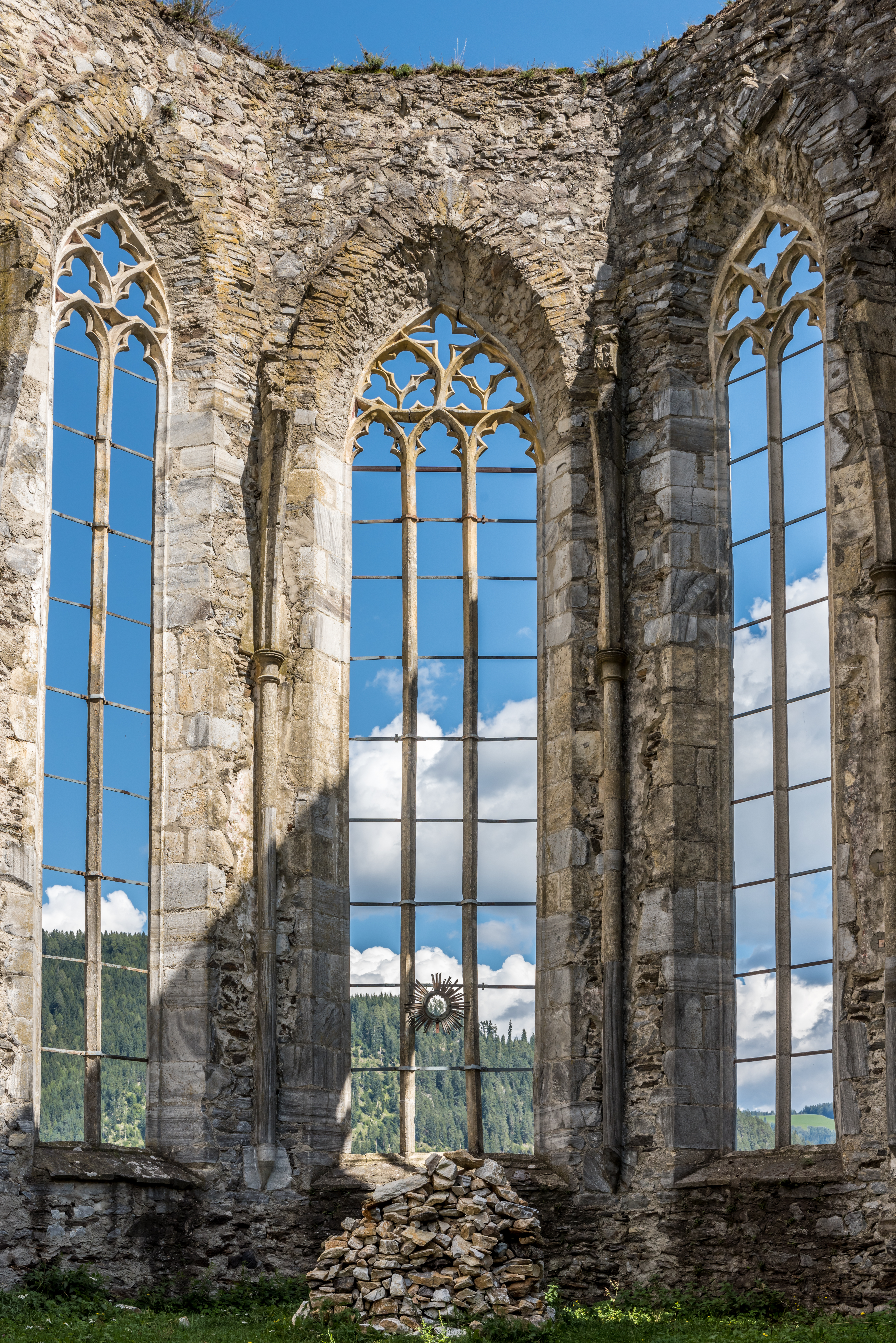
Kirchenruine Virgilienberg im österreichischen Friesach

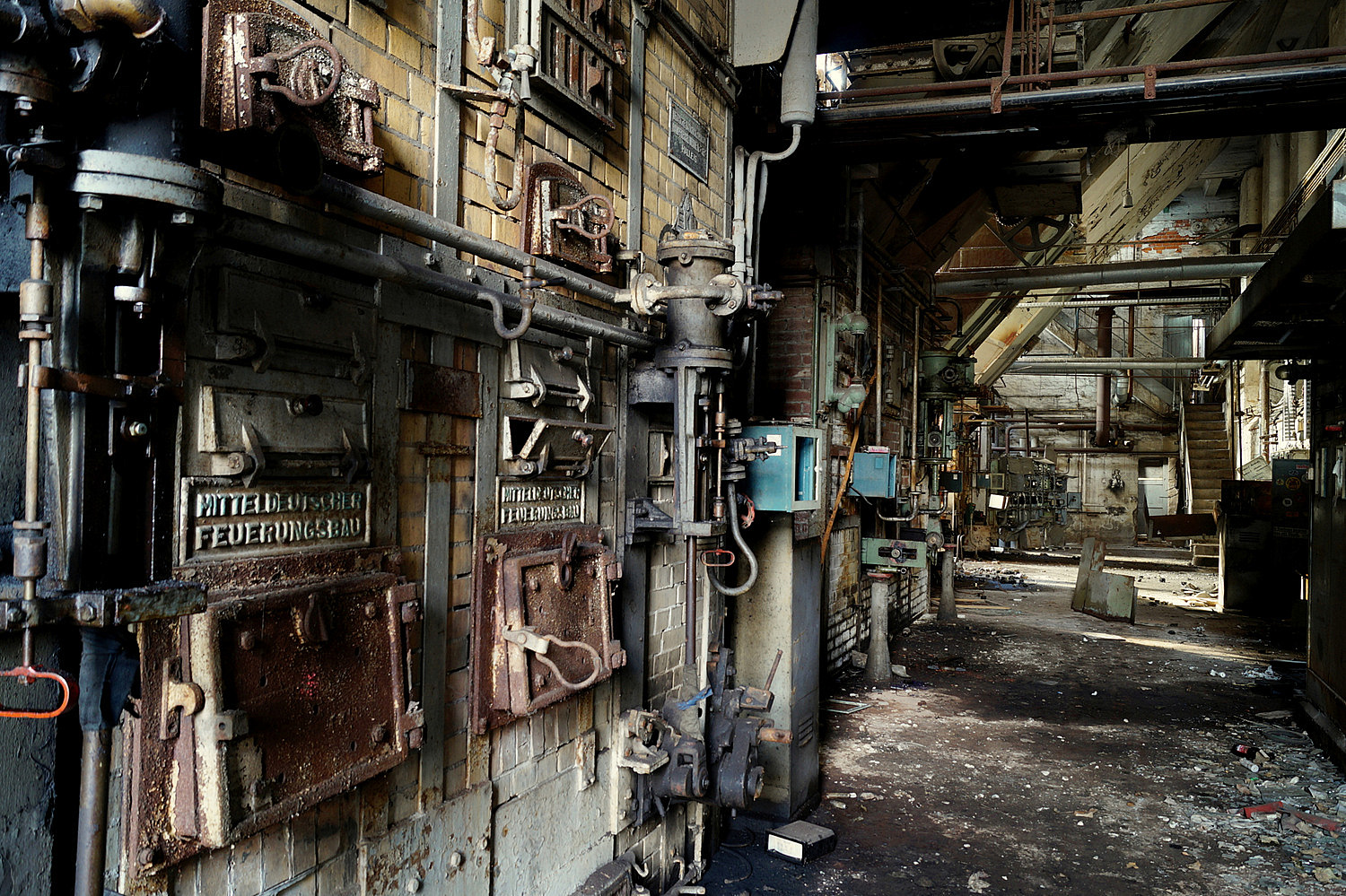
Heizanlage des ehemaligen Reichsbahnausbesserungswerks in Engelsdorf bei Leipzig

Der Einstieg in stillgelegte und verlassene Gebäude gehört zu der häufigsten Form von Urban Exploration. Meist handelt es sich dabei um alte Industriebauten, aber auch um ehemalige öffentliche Einrichtungen wie Krankenhäuser oder Schulen, die häufig intensiv mit Graffiti besprüht und teilweise stark demoliert wurden, sowie intensive Verwitterungserscheinungen aufweisen. Während viele Gebäude nur einfach oder teilweise verschlossen und somit leicht zugänglich sind, können andere Einrichtungen aufgrund von Bewegungsmeldern, Sicherheitspersonal oder Wachhunden nur sehr erschwert betreten werden. Verlassene Gebäude werden vor allem gern von Fotografen, Graffiti-Künstlern und aus historischem Interesse besucht. Auch manche YouTuber haben sich auf die Erkundung von Lost Places spezialisiert.

### Dächer

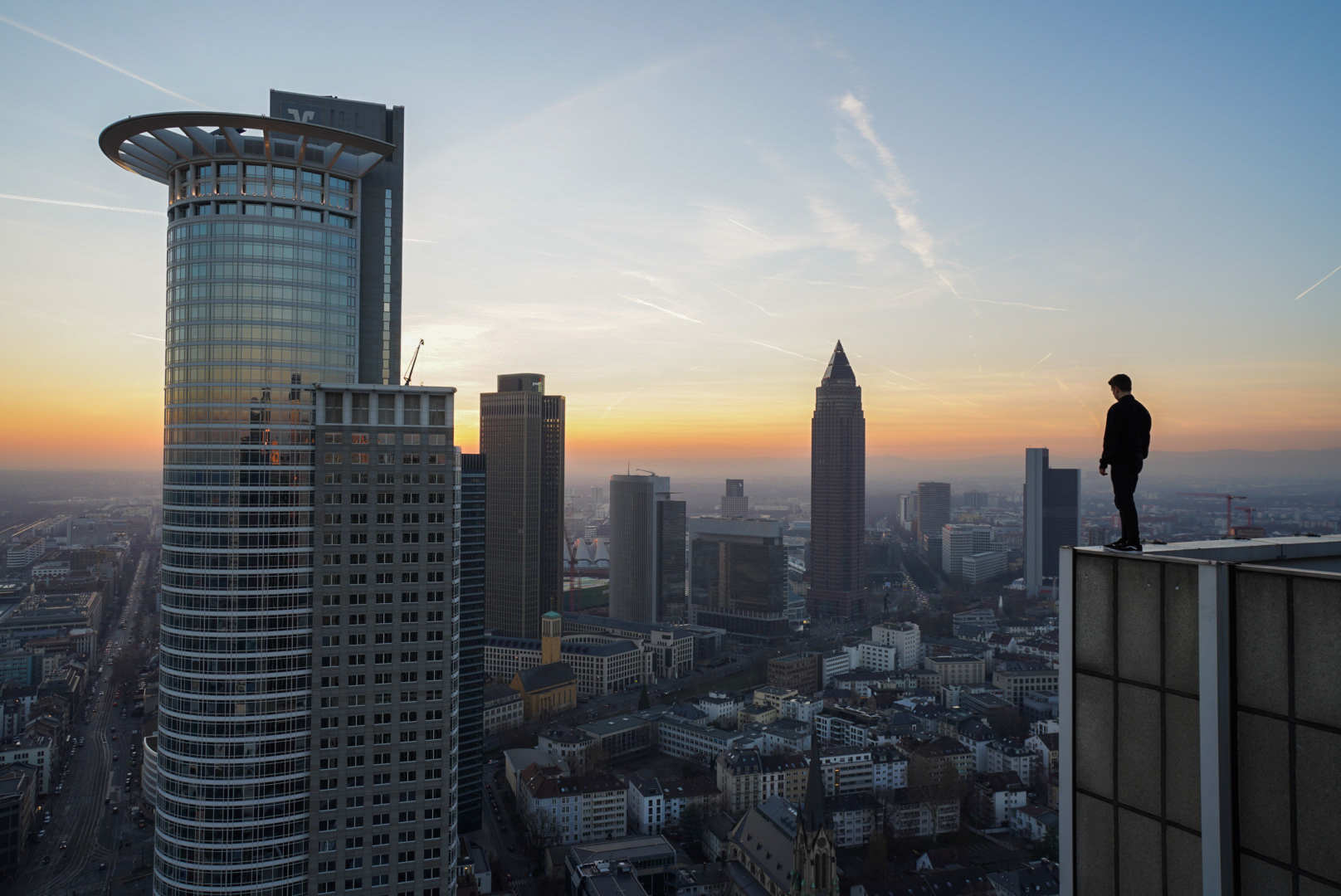
Ein Roofer auf einem Dach in Frankfurt.

Die Rooftopper, eine beliebte Untergruppierung, fokussieren sich auf Dächer und andere hohe Kletterobjekte. Sie betreten ohne Genehmigung und Sicherung Dächer von Hochhäusern, Funkmasten und andere Strukturen.

### Kirchenruinen und Sakralbauten
Aufgrund ihrer besonderen Atmosphäre sind auch die Ruinen von Kirchen (Kategorie:Kirchenruine), Klöstern (Kategorie:Klosterruine) und sonstigen Sakralbauten (Kategorie:Moscheeruine) beliebte Ziele für Urban Exploration und Ruinen-Fotografie.
siehe hierzu auch:Kategorie:Sakralbau (Ruine)

### Bunker und Stollenanlagen
Besonders die geschichtlich interessierten Urban Explorer erkunden gerne unterirdische Bunkeranlagen, U-Verlagerungen und Stollenanlagen aus der Zeit des Nationalsozialismus oder aus der Zeit des Kalten Krieges. Zusätzlich geraten auch Anlagen des Altbergbaus zunehmend in den Fokus.

### Katakomben
Als besonders exotische Expeditionsziele gelten unterirdische Katakomben wie zum Beispiel die Katakomben von Paris, Rom und Neapel.

### Kanalisationen
Das Betreten von Kanalisationen (auch draining oder digging genannt) ist eine weitere gängige Form der Urban Exploration. In Australien bildete sich im Jahr 1986 der Cave Clan, dessen Aktivitäten sich auf das Besteigen von Kanalisationen konzentrieren. Einige wenige Personen begehen auch die unterirdischen Kanäle von Kläranlagen.

### U-Bahn-Tunnel
Besonderes Interesse gilt auch alten, verlassenen U-Bahnschächten.

### Versorgungsanlagen
Universitäten und andere größere Institutionen wie Krankenhäuser, deren Heizanlagen zentral mit Dampf versorgt werden, besitzen häufig größere unterirdische Anlagen, die nur für Wartungsarbeiten zugänglich sind. Häufig wurden diese von Studenten unerlaubterweise betreten, worauf sich am Massachusetts Institute of Technology in den 1970er-Jahren der Begriff vadding, abgeleitet von dem Computerspiel Adventure, etablierte.

### Militärische Anlagen
Großes Interesse gilt auch verlassenen militärischen Anlagen, wie zum Beispiel dem U-Boot-Bunker Elbe II und der Raketenbasis Pydna.

### Bildungseinrichtungen
Verlassene Schulen, Bibliotheken oder Tagungshäuser sind hier Thema. Insbesondere ländliche Heimvolkshochschulen sind verlassen worden.

## Gefahren
Urban Exploration kann verschiedene Gefahren mit sich bringen. Dazu zählen vor allem einsturzgefährdete Bauwerke, Gefahrstoffe einschließlich Gase, nicht isolierte Stromquellen, Unfälle in U-Bahn-Tunnels durch Kollisionen und das Abrutschen von Roofern von Dächern und anderen Kletterobjekten.

## Rechtslage

### Deutschland

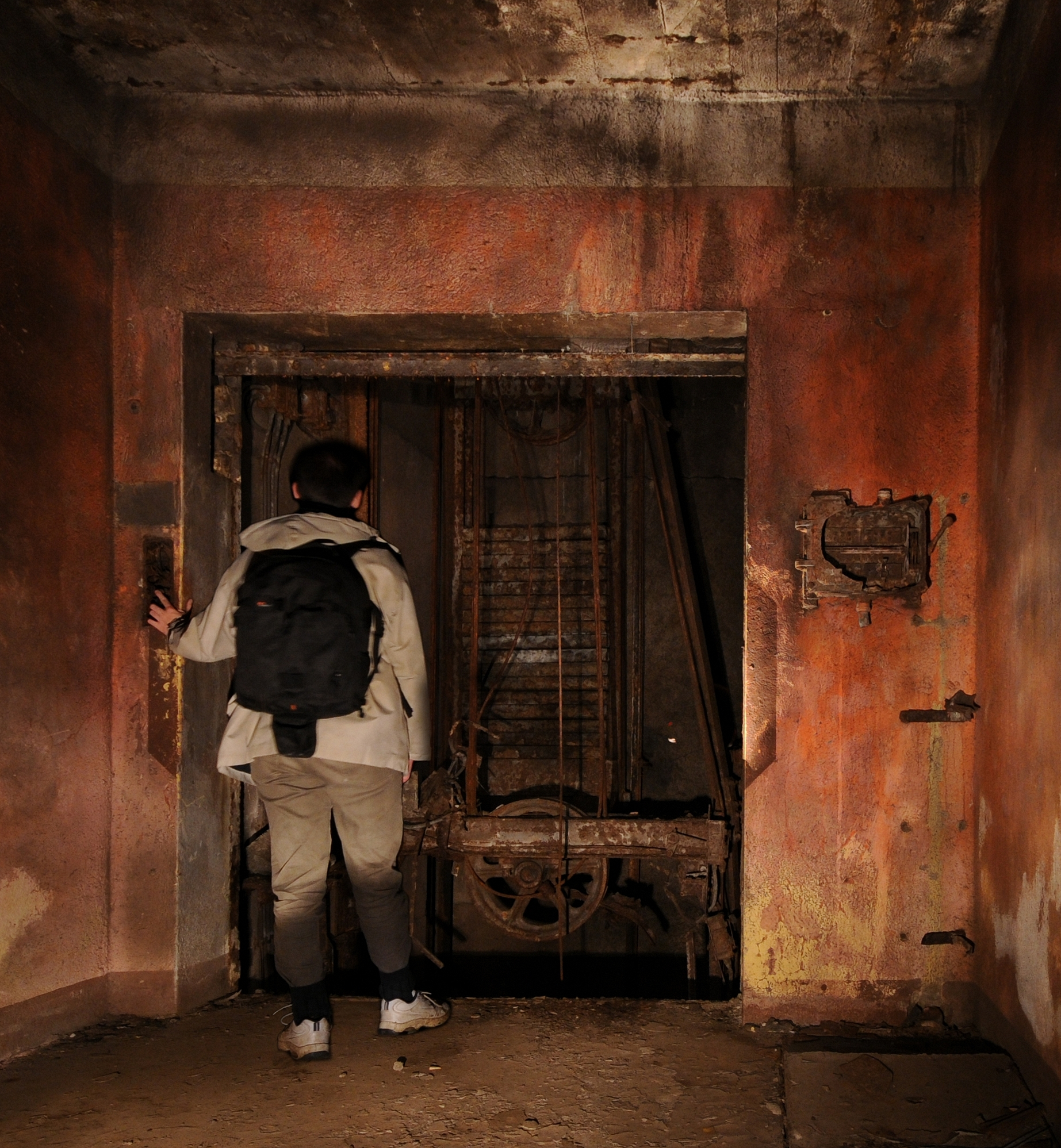
Fort du Salbert im Nordwesten von Belfort

Da es nicht viele Grundstücksverwalter gibt, die Verständnis für Urban Explorer aufbringen können, und Sondergenehmigungen nur äußerst schwierig zu bekommen sind, betreiben viele ihr Hobby ohne die nötigen Genehmigungen. Deshalb ist Urban Exploration meistens Hausfriedensbruch, der aber nur auf Antrag des Besitzers verfolgt wird. Es geht Urban Explorern nicht darum, Dinge zu zerstören, zu stehlen oder anderweitig dem Grundstück oder Gebäude und der noch vorhandenen Einrichtung Schaden zuzufügen, sondern um die fotografische und geschichtliche Dokumentation. Menschen, die aus Zerstörungswut Industrieruinen aufsuchen, oder Kupferdiebe, die noch vorhandene Materialien und Kupferleitungen entwenden und verkaufen, werden nicht unter dem Begriff Urban Explorer erfasst und von der Urban-Exploration-Szene abgelehnt.
Im Gegensatz zu privaten, meist illegalen Erkundungstouren werden von Organisationen wie den Vereinen Berliner Unterwelten oder Unterirdisches Zeitz offizielle Führungen und Besichtigungstouren alter städtischer Anlagen angeboten. Dies legalisiert zwar die Exkursion, radiert aber auch einen Teil der Kultur aus. „Wenn man anfängt, die Orte zu konservieren oder zu interpretieren, überschreitet man eine Linie“, sagt die britische Kulturgeografin Caitlin DeSilvey.

### Schweiz
In der Schweiz stellt das unerlaubte Betreten von Grundstücken den Tatbestand von Hausfriedensbruch dar, weswegen Täter auf Antrag des Grundstückbesitzers mit Geldstrafe oder Haftstrafe von bis zu drei Jahren bestraft werden können.

### England
In England stellt Hausfriedensbruch keine Straftat dar, da aber insbesondere in London Urban Exploring sehr beliebt wurde, beantragten viele Gebäudebesitzer eine sogenannte Injunction, welche dazu führt, dass Urban Explorer mit Geldstrafen oder Haft bestraft werden können. Es ist nur ein Fall bekannt, in dem ein Gericht einen Rooftopper wegen einer Injunction verurteilte, nämlich den eines Engländers, der auf das höchste Gebäude des Landes (The Shard) kletterte. Er wurde zu sechs Monaten Haft verurteilt.

## Film und Fernsehen
- Urban Explorer – deutsch-amerikanischer Horrorfilm aus dem Jahr 2011
- Gordon Matta-Clark: Substrait. New York 1976